# Aserbaidschanisch-georgische Beziehungen
Die Beziehungen zwischen der Republik Aserbaidschan und Georgien sind herzlich. Die beiden Staaten sind strategische Partner bei der Entwicklung ihrer Wirtschaft, vor allem der Energiewirtschaft, wobei Georgien vom Export aserbaidschanischen Erdöls und Ergdases profitiert.
Die guten Beziehungen zwischen den Nachbarn wurden nicht zuletzt durch die Freundschaft der Politiker Eduard Schewardnadse und Heydər Əliyev ermöglicht, die in der Sowjetunion eine ähnliche politische Laufbahn absolvierten.
Zwischen Aserbaidschan und Georgien ist auch Konfliktpotential vorhanden. Die Grenze zwischen den beiden Staaten ist nicht genau festgelegt. In den umstrittenen Territorien liegt auch das georgisch-orthodoxe Kloster Dawit Garedscha. Die aserbaidschanische Minderheit in Georgien beklagt, diskriminiert zu werden. Nicht zuletzt gefallen Baku die guten Beziehungen Georgiens zu Armenien nicht. Da aber beide Staaten von den beiderseitigen Beziehungen profitieren, ist ein Ausbruch von Konflikten unwahrscheinlich.
Während des Georgienkrieges 2008 war die Baku-Tiflis-Ceyhan-Pipeline vorübergehend blockiert, was dazu führte, dass aserbaidschanische Energieexporte nur über die Territorien der rivalisierenden Staaten Russland und Iran möglich waren, was Baku die Wichtigkeit der beiderseitigen Beziehungen und die Wichtigkeit der nationalen Eigenständigkeit Georgiens deutlich machte.
Beide Staaten versuchen, sich dem russischen Einfluss zu entziehen. Sie traten in den 1990er Jahren beide der Gemeinschaft Unabhängiger Staaten bei, wobei sowohl im Fall Georgiens als  auch Aserbaidschans russischer Druck dazu notwendig war. Ebenso sind beide Staaten nicht mehr Mitglied der russisch geführten Sicherheitsarchitektur Organisation des Vertrags über kollektive Sicherheit. Georgien und Aserbaidschan sind jedoch Gründungsmitglieder der Sicherheitsallianz GUAM und haben in der Vergangenheit einen Beitritt zur NATO zumindest stärker in Betracht gezogen.